# ماونت ورنن (کنتاکی)
ماونت ورنن (به انگلیسی: Mount Vernon) شهری در ایالت کنتاکی کشور ایالات متحده آمریکا است که جمعیت آن در سرشماری سال ۲۰۱۰ میلادی، ۲٬۴۷۷ نفر بوده‌است.